# Gábor Gerstenmájer
Gábor Gerstenmájer (Satu Mare, 13 settembre 1967) è un allenatore di calcio ed ex calciatore romeno, di ruolo centrocampista.

## Biografia
Il figlio Patrick ne ha seguito le orme, divenendo anch'egli calciatore.

## Carriera

### Calciatore

#### Club
Inizia la carriera nell'Olimpia Satu Mare, intramezzando la sua esperienza con un prestito al Victoria Carei. Nella stagione 1990-1991 passa al Brașov, con cui esordisce nella massima serie romena, ottenendo il nono posto finale.
La stagione seguente passa alla Dinamo Bucarest, con cui vince il campionato, sopravanzando con i suoi di sette punti la Steaua Bucarest, ottenendo anche il titolo individuale di capocannoniere del torneo con 21 reti; mentre il cammino nella Coppa UEFA 1991-1992 è fermato ai sedicesimi di finale dagli italiani del Genoa, competizione nella quale segnò tre reti. Nella UEFA Champions League 1992-1993, prima di lasciare il club, raggiunge con i suoi gli ottavi di finale, venendo eliminato dai futuri campioni dell'Olympique Marsiglia.
Nel 1993 passa al Lucerna, squadra militante nella serie cadetta svizzera, con cui ottiene la promozione nel massimo campionato al termine della Lega Nazionale B 1992-1993. Milita nella massima divisione svizzera con i biancoblu sino al gennaio 1995, quando passa allo Sciaffusa, nella cadetteria svizzera.
Sempre nella serie cadetta svizzera militerà nel Winterthur e nel Baden. Scenderà ancora di categoria per giocare nel Frauenfeld e poi nel Bülach, club nel quale ricoprì anche l'incarico di allenatore.

#### Nazionale
Nel 1992 ha giocato tre incontri con la nazionale romena, tra cui un incontro valido per le qualificazioni al campionato mondiale di calcio 1994.

### Allenatore
Lasciato il calcio giocato ha allenato numerosi club nelle serie inferiori svizzere. Con il Brühl vince il girone 5 della Seconda Lega interregionale 2009-2010, ottenendo la promozione in terza serie.

## Statistiche

### Cronologia presenze e reti in Nazionale
| Cronologia completa delle presenze e delle reti in nazionale ― Romania | Cronologia completa delle presenze e delle reti in nazionale ― Romania | Cronologia completa delle presenze e delle reti in nazionale ― Romania | Cronologia completa delle presenze e delle reti in nazionale ― Romania | Cronologia completa delle presenze e delle reti in nazionale ― Romania | Cronologia completa delle presenze e delle reti in nazionale ― Romania | Cronologia completa delle presenze e delle reti in nazionale ― Romania | Cronologia completa delle presenze e delle reti in nazionale ― Romania |
| Data                                                                   | Città                                                                  | In casa                                                                | Risultato                                                              | Ospiti                                                                 | Competizione                                                           | Reti                                                                   | Note                                                                   |
| ---------------------------------------------------------------------- | ---------------------------------------------------------------------- | ---------------------------------------------------------------------- | ---------------------------------------------------------------------- | ---------------------------------------------------------------------- | ---------------------------------------------------------------------- | ---------------------------------------------------------------------- | ---------------------------------------------------------------------- |
| 12-2-1992                                                              | Giannina                                                               | Grecia                                                                 | 1 – 0                                                                  | Romania                                                                | Amichevole                                                             | -                                                                      | 58’                                                                    |
| 20-5-1992                                                              | Bucarest                                                               | Romania                                                                | 5 – 1                                                                  | Galles                                                                 | Qual. Mondiali 1994                                                    | -                                                                      | 71’                                                                    |
| 26-8-1992                                                              | Bucarest                                                               | Romania                                                                | 2 – 0                                                                  | Messico                                                                | Amichevole                                                             | -                                                                      | 46’                                                                    |
| Totale                                                                 |                                                                        | Presenze                                                               | 3                                                                      |                                                                        | Reti                                                                   | 0                                                                      |                                                                        |

## Palmarès

### Calciatore
- Campionato rumeno: 1

Dinamo Bucarest: 1991-1992

### Individuale
- Capocannoniere del campionato rumeno: 1

1991-1992 (21 gol)

### Allenatore
- Seconda Lega interregionale: 1

Brühl: 2009-2010